# Eduardo Gutiérrez
Eduardo Gutiérrez (1922. szeptember 2. – ?) válogatott bolíviai labdarúgókapus.
A bolíviai válogatott tagjaként részt vett az 1947-es, az 1949-es és az 1953-as Dél-amerikai bajnokságon, illetve az 1950-es világbajnokságon.

## Külső hivatkozások
- Eduardo Gutiérrez – a FIFA adatbázisában

1. ↑  https://www.11v11.com/players/eduardo-gutierrez-111454/